# ویدانا
ویدانا (به لاتین: Vidana) یک منطقهٔ مسکونی در قرقیزستان است که در استان اوش واقع شده‌است. ویدانا ۱٬۷۷۲ متر بالاتر از سطح دریا واقع شده‌است.